# روز خون
روز خون مجموعه‌ای تلویزیونی دربارهٔ حملۀ تروریستی به حرم شاهچراغ است. فصل اول این مجموعه دربارهٔ حمله اول حرم شاهچراغ می‌باشد که در ۷ قسمت ۴۰ دقیقه‌ای در صدا و سیمای مرکز استان فارس ساخته شده و از تاریخ ۱۲ آبان ماه سال ۱۴۰۳ از شبکهٔ یک سیما پخش شد. فصل دوم این مجموعه نیز در حال ساخت است. کارگردانی این اثر را حمید همتی و  تهیه‌کنندگی آن توسط مرتضی رضایی انجام شده است.

## خلاصه داستان
این مجموعه به روایت زندگی پنج خانواده‌ای می‌پردازد که در روز حادثه در حرم شاهچراغ حضور داشتند و هرکدام به شکلی درگیر این واقعه شدند.

## بازیگران
| نام                    | نقش            | توضیحات                 |
| ---------------------- | -------------- | ----------------------- |
| حمید ابراهیمی          | راسخ           | مامور امنیتی            |
| مهدی صبایی             | عباسی          | سرگرد نیرو انتظامی      |
| اشکان هورسان           | ابوعایشه       | داعشی تیرانداز          |
| علیرضا مهران           | ناصر           |                         |
| محمد فیلی              | خیری           |                         |
| آزیتا ترکاشوند         | راحله          | پزشک                    |
| حدیثه تهرانی           | فاطمه          | از بانوان مسئول شاهچراغ |
| بهروز قادری            | سعید           | مامور امنیتی            |
| محمدرضا حسینی سروستانی | اسماعیل        | مامور امنیتی            |
| محمدعلی سلیمان تاش     | سایه           |                         |
| مجتبی رنجبر            |                |                         |
| بهروز تشکر             |                |                         |
| حبیب بختیاری           | آقو            | خادم حرم                |
| ایمان عندالوقت         |                | خادم حرم                |
| محمد فروزان            | هوشیار         |                         |
| ساره دلبخش             |                |                         |
| مهری منصوری            | زهرا           |                         |
| پویا چهل‌تنان           | محمدرضا کشاورز | از جان‌باختگان حادثه     |